# Rocznik Lituanistyczny
Rocznik Lituanistyczny – rocznik historyczny ukazujący się od 2015 roku w Warszawie. Wydawcą jest Komisja Lituanistyczna przy Komitecie Nauk Historycznych Polskiej Akademii Nauk przy współudziale Instytutu Historii im. Tadeusza Manteuffla PAN. W roczniku publikowane są artykuły naukowe, recenzje, materiały dotyczące dziejów Litwy. Redaktorem naczelnym jest: Andrzej Zakrzewski. Ponadto w skład redakcji wchodzili lub wchodzą: Urszula Augustyniak, Henryk Lulewicz, Jakub Niedźwiedź, Wioletta Pawlikowska, Andrzej Buczyło (sekretarz), Joanna Kunigielis (sekretarz), Andrzej Rachuba.
Radę redakcyjną czasopisma tworzą: Richard Butterwick-Pawlikowski, Marek Ferenc, David Frick, Karin Friedrich, Robert Frost, Zigmantas Kiaupa, Margarita Korzo, Rimvydas Petrauskas, Krzysztof Pietkiewicz, Andrej Radaman, Natalia Starczenko, Henryk Wisner (przewodniczący).
Czasopismo ukazuje się na zasadach open access na licenji CC BY-ND. 